# Port lotniczy Nonouti
Port lotniczy Nonouti (ICAO: NON, ICAO: NGTO) – port lotniczy położony na atolu Nonouti, w Kiribati.